# تمپست استورم
تمپست استورم (انگلیسی: Tempest Storm؛ (زادهٔ ۲۹ فوریهٔ ۱۹۲۸ – درگذشتهٔ ۲۰ آوریل ۲۰۲۱) یک هنرپیشه اهل ایالات متحده آمریکا بود.